# Sean Nelson
Sean Nelson (The Bronx, 9 maggio 1980) è un attore statunitense.

## Biografia
Nel 1988, si iscrive a una scuola di recitazione locale. Sua madre voleva inizialmente che suo figlio imparasse a suonare il pianoforte e a prendere lezioni di canto, ma il suo insegnante decise che avrebbe dovuto studiare recitazione. Da adolescente, frequentò la Professional Performing Arts School. Studiò cinema alla Temple University e si laureò nel 2007.
All'età di 10 anni, ottenne un ruolo nella commedia off-Broadway Hey Little Walter. Fece il suo debutto televisivo nel 1992 in un episodio della serie NBC Here and Now. Nel 1994 compare sul palco in una produzione di Prima dell'ombra. Nello stesso anno fece il suo debutto cinematografico in Fresh, nel ruolo del protagonista, per il quale ha vinto un Film Festival Award oltre all'Independent Spirit Award per la miglior interpretazione esordiente. Ricevette anche una nomination ai Young Artist Award per la sua interpretazione.
Negli anni novanta ha fatto ruoli da guest star nei drammi polizieschi Law & Order - I due volti della giustizia, Homicide e New York Undercover. Nel 1996 interpreta Bobby in American Buffalo, al fianco di Dennis Franz e Dustin Hoffman. Un critico cinematografico del The Deseret News ha affermato che Nelson è stato in grado di "tenere testa" accanto ad attori più esperti. Nel 2005 riprende il ruolo di Bobby in una produzione teatrale omonima.
Nel 1999 interpreta Mike nel film The Wood. Stephen Holden del New York Times ritiene che Nelson abbia fornito commozione al film. L'anno successivo interpreta DeAndre McCullough, figlio di tossicodipendenti divorziati, nella miniserie della HBO The Corner. Tom Shales, un recensore del Washington Post, ha affermato che Nelson era "magnetico" nel ruolo di DeAndre.
Nel 2004 appare nel cortometraggio Date e nel 2010 in Stake Land. Nel 2005 interpreta Charlie, un adolescente uscito dal carcere minorile, nella miniserie Miracle's Boys. È apparso come guest star nelle serie televisive Elementary, The Good Wife e Blue Bloods.

## Filmografia parziale

### Cinema
- Fresh, regia di Boaz Yakin (1994)
- American Buffalo, regia di Michael Corrente (1996)
- The Wood, regia di Rick Famuyiwa (1999)
- Stake Land, regia di Jim Mickle (2010)

### Televisione
- Law & Order - I due volti della giustizia (Law & Order) – serie TV, 4 episodi (1994-2009)
- New York Undercover – serie TV, 2 episodi (1994-1995)
- Homicide – serie TV, un episodio (1995)
- Sisters – serie TV, 8 episodi (1995-1996)
- Il cliente (The Client) – serie TV, un episodio (1996)
- Il tocco di un angelo (Touched by an Angel) – serie TV, 2 episodi (1997)
- Law & Order - Unità vittime speciali (Law & Order: Special Victims Unit) – serie TV, un episodio (2001)
- Law & Order: Criminal Intent – serie TV, un episodio (2003)
- Miracle's Boys – serie TV, 6 episodi (2005)
- Blue Bloods - serie TV, episodi 12x13, 13x17 (2022-2023)
- Power Book II: Ghost – serie TV, 3 episodi (2023)

## Doppiatori italiani
Nelle versioni in italiano delle opere in cui ha recitato, Sean Nelson è stato doppiato da:
- Alessandro Tiberi in Sisters
- Stefano Billi in The Good Wife
- Riccardo Rossi in American Buffalo
- Raffaele Carpentieri in Elementary
- Fabrizio Picconi in Stake Land
- Alessandro Budroni in Blue Bloods